# Малое Луговое
Ма́лое Лугово́е — посёлок в Гурьевском городском округе Калининградской области. Входит в состав Луговского сельского поселения. Население 1081 человек.

## География
Посёлок расположен в нескольких километрах от западной границы Калининграда. Через него проходит трассы А-196 Калининград—Правдинск и Р508 Калининград—Знаменск. Неподалёку находится жeлезнoдoрожная станция Лугoвое—Нoвое.

## История
До 1945 года входил в состав Восточной Пруссии, Германия. С 1945 года входил в состав РСФСР СССР. Ныне в составе России. После войны получил название Малое Луговое. С 1945 по 1959 годы входил в состав Кёнигсбергского района, переименованного в Калининградский район. С мая 1959 года по январь 1965 года относился к Багратионовскому району, а с 12 января 1965 года был передан в Гурьевский район.

## Население
| 2002 | 2010  |
| ---- | ----- |
| 1051 | ↗1084 |

## Социальная сфера
Детский сад